# Индијум
Индијум (In, лат. indicum) метал је  групе са атомским бројем 49. У периодном систему налази се у 5. периоди. Име потиче од грчког назива за боју индиго. Индијум је један веома ретк, сребрно-бели и меки тешки метал. Индијум је заступљен у земљиној кори у количини од 0,049 ppm (енгл. parts per million). Његова распрострањеност у Земљиној кори може се мерити распрострањеношћу сребра.
За људски организам, индијум није есенцијалан елемент, али исто тако врло мало је познато његових токсичних особина. Метал се данас у највећој мери прерађује у индијум-калај-оксид, који служи као транспарентни проводник за равне рачунарске и ТВ екране и екране осетљиве на додир. Од почетка 21. века порасла је потражња за индијумом, што је довело и до повећања његове цене на тржишту као и дискусија о скором нестанку његових залиха у свету.

## Историја
Индијум су 1863. открила двојица немачких хемичара Фердинанд Рајх и Теодор Рихтер на Техничком универзитету бергакадемија Фрајберг. Испитивали су један узорак сфалерита пронађен у близини на присуство талијума у њему. При томе су на апсорпцијском спектру, уместо очекиваних линија талијума, уочили дотад непознате индиго-плаве спектралне линије, те тако закључили да се ради о неком непознатом елементу. Према њима, нови елемент је и добио своје име. Недуго након тога, добијен је и метални индијум редукцијом индијум-оксида са водоником. Већа количина индијума први пут је приказана на светској изложби „Експо” 1867. у Паризу.
Након што је први пут употребљен као састојак легуре у стоматолошком злату 1933, већа употреба индијума започела је са Другим светским ратом. Сједињене Америчке Државе користиле су га као средство за површинску заштиту лежајева у авионима, који су били изложени великим напрезањима. Након Другог свјетског рата, индијум се првенствено користио у електроничкој индустрији, као материјал за лемљење те у лакотопивим легурама. Осим тога, његова употреба у контролним шипкама у нуклеарним реакторима постала је важна све већом употребом нуклеарне енергије. Ово је до 1980. довело и до првог снажног раста цена индијума. Међутим након нуклеарне несреће у електрани Три миље, потражња и цена индијума су значајно опале.
Од 1987. развијена су два нова једињења индијума, полупроводник индијум фосфид и индијум калај оксид који је провидан и, у танким слојевима, добар проводник. Нарочито је индијум-калај-оксид је развојем екрана на бази течног кристала постао технички веома занимљив. Због велике потражње од 1992. највећи део индијума се прерађује управо у индијум-калај-оксид.

## Особине

### Физичке
| Кристални систем                     | тетрагонални |
| Просторна група                      |              |
| Параметре мреже (елементарне ћелије) |              |
| Број (Z) формулских јединица          | = 2          |

Индијум је сребрено-бели метал, са врло ниском тачком топљења од 156,60 °. Нижу тачку топљења од индијума међу чистим (нелегираним) металима имају још само жива, галијум и већина алкалних метала. Индијум је у течном стању у веома великом температурном распону од готово 2000 °. Течни индијум на стаклу трајно оставља танки слој (филм), који се веже на стакло. Сличну особину има и галијум.
Метал посједује веома велику дуктилност и веома малу тврдоћу (по Мосовој скали: 1,2). Према томе, индијум, попут натријума, могуће је резати обичним ножем. Истовремено, индијум на папиру оставља уочљив траг. Испод критичне температуре од 3,41 K, индијум је суперпроводник. Посебност индијума, коју дели са калајем, је карактеристичан звук који се може чути при савијању индијума (калајни врисак).
У нормалним условима околине, позната је само једна кристална модификација индијума, која се кристализује у тетрагоналном кристалном систему у I4/mmm те се тако кристализује у тетрагонално-унутрашње центрирану решетку са параметрима решетке a = 325 pm i c = 495 pm као и две формулске јединице у елементарној ћелији. Атом индијума у кристалној структури је окружен са 12 осталих атома, при чему четири потичу из суседних елементарних ћелија и имају мањи размак (325 pm, црвене везе на слици) од осам атома који су наслоњени на врховима елементарних ћелија атома (337 pm, зелене везе на слици).
Као координациони полиедар исказује се неправилни кубични октаедар кроз координациони број 4 + 8 = 12. Кристална структура стога се може описати као тетрагонална неправилна, кубне најгушће кугласто паковање. У експериментима са високим притисцима, откривена је још једна модификација индијума, која је стабилна под притиском изнад 45  а кристализује се у орторомпском кристалном систему у просторну групу Fmmm.

### Хемијске
Хемијске особине индијума доста су сличне онима код његових комшија из групе, галијума и талијума. Тако је индијум, као и друга два елемента, неплеменити метал, који при високим температурама може реаговати са многим неметалима. Изложен ваздуху, на собној температури је стабилан, јер, попут алуминијума, на његовој површини ствара се густи слој оксида који путем пасивизације штити материјал од даљње оксидације. Тек при вишим температурама одвија се реакција којом настаје индијум(III) оксид.
Иако индијум могу нападати минералне киселине као што је сумпорна или азотна киселина, он није растворљив у врелој води, базама и већини органских киселина. Такође ни слана (морска) вода не напада индијум. При собној температури, индијум је најбоље растворљив метал у живи.

### Изотопи
Познато је 38 различитих изотопа индијума и још 45 нуклеарних изомера почев од 97 до 135. У природи постоје само два изотопа, 113In са 64 неутрона и заступљеношћу од 4,29% и 115In (66 неутрона) који има удео од 95,71% у природној изотопској смеси. Чешћи изотоп, 115In, је благо радиоактиван. Распада се врло споро бета-распадом, са временом полураспада од 4,41 · 1014 година. Тако на пример килограм индијума има активност од 250 бекерела. Оба природна изотопа индијума могу се доказати уз помоћ НМР спектроскопије. Најстабилнији вештачки изотопи су 111In и  који имају време полураспада од неколико дана, док се половина изотопа  распадне за око 1,5 сат. Изотопи  и  користе се у медицинској дијагностици за поступке добијања слика (попут сцинтиграфије и SPECT методи).

## Распрострањеност
Индијум је релативно редак елемент, његов удео у континенталној Земљиној кори износи само 0,05 . Успоређен с другим елементима, његова количина се може мерити количином сребра или живе. У самородном облику, тј. елементарној форми, индијум је до данас (стање 2014) пронађен на само неколико места на Земљи. Као тип локалитета при томе вреде налазишта руда тантала код Оловјанаје у руској Забајкалској регији. Осим тамо, самородни индијум се, између осталог, може пронаћи још у рудном пољу Перзанскоје у украјинској Житомирској области и у узбекистанској провинцији Ташкент у Чаткалском горју, а пронађен је и у пробама тла са Месеца.
Минерали који садрже индијум су врло ретки и до данас (према подацима из 2014. године) познато је само 13 таквих минерала. То су углавном сулфидни минерали попут индита , лафоретита AgInS2 и роквесита CuInS2, као и у минерали који се убрајају у минерале елемената, као што су природне легуре дамиаоит PtIn2 i јиксунит . Међутим, такви облици су веома ретки и за добијање индијума не играју никакву улогу.
Највеће залихе индијума налазе се у рудама цинка, нарочито сфалерита. Теоретске резерве су процењене на око 16.000 тона, али је од тога економски исплативо око 11.000 тона. Највећа налазишта налазе се у Канади, Кини и Перуу. Руде са садржајем индијума пронађене су и у Аустралији, Боливији, Бразилу, Јапану, Русији, Јужноафричкој Републици, САЂу, Авганистану и неким европским државама. У Немачкој, на пример, пронађене су у Рудном горју, те на Рамелсбергу у горју Харц.